# 通行屋
通行屋（つうこうや）は、近世末期から近代にかけての北海道における休憩・宿泊施設の一種。
機能は駅逓所とほぼ同等だが、郵便は主要な業務ではない。

## 歴史

### 江戸時代
1799年（寛政11年）、江戸幕府は東蝦夷地の場所請負人を廃して、各場所を直轄とし、また運上屋については「会所」と呼び名を改めた。そして、各所に宿泊施設を設け、会所にその管理を任じた。
初年に建てられた宿泊施設は、様似・鹿野・白糠・釧路・昆布森・仙鳳趾・厚岸・ノコベリベツ・アンネベツ・野付の10か所で、以後も次第にその数を増やしていった。当初はいずれも「会所」と呼ばれていたが、やがて旧運上屋のみを「会所」とし、純粋な宿泊用の施設は「通行屋」ないし「旅宿所」と称するようになった。
会所および通行屋には番人が置かれ、人馬や船の継立を取り扱い、急場に際しては早馬・早走・早船も用立てた。また、番人のほかにアイヌも人足として使われていた。
1812年（文化9年）には幕府の東蝦夷地直轄が廃され、翌1813年（文化10年）から再び場所請負人が置かれるようになったが、駅逓に関することはすべて請負人の責務とされた。
一方、西蝦夷地においては場所請負制の改定が行われず、「運上屋」という名称もそのまま使われ続け、駅逓業務はすべて請負人が取り扱っていた。

### 明治時代
1869年（明治2年）に開拓使が設置されたとき、北海道内の駅逓所は126か所を数え、それぞれに「会所」「運上屋」「通行屋」と呼ばれていた。同年11月、会所と運上屋の名称が廃され、場所請負人の経営も止めて、官営のものを「本陣」、単に宿泊用のものを「脇本陣」とした。
1870年（明治3年）10月、北海道西部における本陣と通行屋に飯盛女を置くことが許可される。
1872年（明治5年）1月、本陣の名称が廃され、「旅籠屋並」と名づけられた。さらに同年4月、旅籠屋並から「旅籠屋」に改称。そして同年5月、駅逓を扱う旅籠屋の名称を「駅逓所」とした。

## 著名な通行屋
- 簾舞通行屋 - 札幌市指定有形文化財
- 野付通行屋跡遺跡 - 日本遺産